# HD 51608
HD 51608 — звезда в созвездии Киля. Находится на расстоянии около 113 световых лет от Солнца. Вокруг звезды обращаются, как минимум, две планеты.

## Характеристики
HD 51608 представляет собой звезду 8,17 видимой звёздной величины, которая не видна невооружённым глазом. Впервые упоминается в каталоге Генри Дрейпера, составленном в начале XX века. Это жёлтый карлик главной последовательности, имеющий массу и радиус, равные 86% и 91% солнечных соответственно. Температура поверхности звезды составляет около 5360 кельвинов.

## Планетная система
В 2011 году группой астрономов, работающих со спектрографом HARPS, было объявленооб открытии двух планет HD 51608 b и HD 51608 c в системе.  В 2017 году было подтверждено их существование а также уточнены их физические характеристики. Планеты представляют собой горячие газовые гиганты с массами, сравнимыми с массой Нептуна. Они обращаются близко к родительской звезде и совершают полный оборот за 14 и 95 суток соответственно.